# Растов (Волынская область)
Растов (укр. Растів) — село в Турийской поселковой общине Ковельского района Волынской области Украины.
До 2020 года входило в Турийский район.
Код КОАТУУ — 0725580903. Население по переписи 2001 года составляет 243 человека. Почтовый индекс — 44814. Телефонный код — 3363. Занимает площадь 1,339 км².